# Сырецкое
Сырецкое — деревня в Хваловском сельском поселении Волховского района Ленинградской области.

## История
Деревня Сырецкая, состоящая из 23 крестьянских дворов, упоминается на карте Санкт-Петербургской губернии Ф. Ф. Шуберта 1834 года.

СЫРЕЦКА — деревня принадлежит коллежскому советнику Томилову, число жителей по ревизии: 76 м. п., 77 ж. п.. (1838 год)

Как деревня Сырецкая из 25 дворов она отмечена и на карте Ф. Ф. Шуберта 1844 года.

СЫРЕЦКА — деревня коллежского советника Томилова, по просёлочной дороге, число дворов — 26, число душ — 40 м. п. (1856 год)

СЫРЕЦКОЕ — деревня владельческая при ручье безымянном, число дворов — 29, число жителей: 99 м. п., 98 ж. п.; Часовня православная. (1862 год)

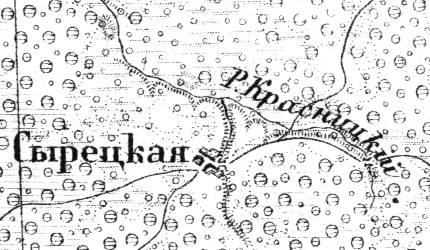
Деревня Сырецкая на карте 1872 года

Сборник Центрального статистического комитета описывал её так:

СЫРЕЦКАЯ (СЫРЕЦКО) — деревня бывшая владельческая при речке Сырецкой, дворов — 43, жителей — 263;
 Часовня, лавка, ветряная и водяная мельницы. (1885 год)

Согласно епархиальным сведениям 1899 года деревня относилась к приходу церкви Святой Троицы (ранее Казанская (Николаевская)) Никольско-Сясьского погоста в селе Хвалово.
В конце XIX — начале XX века деревня административно относилась к Хваловской волости 2-го стана Новоладожского уезда Санкт-Петербургской губернии.
По данным «Памятной книжки Санкт-Петербургской губернии» за 1905 год деревня называлась Сырецко и входила в состав Сырецковского сельского общества.
Согласно военно-топографической карте Петроградской и Новгородской губерний издания 1915 года деревня называлась Сырецкая.
С 1917 по 1923 год деревня Сырецкое входила в состав Сырецкой волости Новоладожского уезда.
Согласно карте Петербургской губернии издания 1922 года деревня также называлась Сырецкая.
С 1923 года в составе Сырецкого сельсовета Колчановской волости Волховского уезда.
С 1927 года в составе Волховского района.
В 1928 году население деревни составляло 407 человек.
С 1930 года в составе Мелексинского сельсовета.
Согласно карте Ленинградской области Северо-западного аэрогеодезического треста ГГУ издания 1932 года деревня насчитывала 49 крестьянских дворов, к востоку от деревни располагалась ветряная мельница.
По данным 1933 года деревня Сырецкое входила в состав Мелексинского сельсовета Волховского района.
С 1946 года в составе Новоладожского района.
С 1954 года в составе Хваловского сельсовета.
В 1958 году население деревни составляло 121 человек.
С 1963 года вновь в составе Волховского района.
По данным 1966, 1973 и 1990 годов деревня Сырецкое также входила в состав Хваловского сельсовета.
В 1997 году в деревне Сырецкое Хваловской волости проживали 9 человек, в 2002 году — 22 человека (русские — 95 %).
В 2007 году в деревне Сырецкое Хваловского СП — 15 человек.

## География
Деревня расположена в юго-восточной части района на автодороге 41К-372 (Дудачкино — Сырецкое).
Расстояние до административного центра поселения — 9 км.
Расстояние до ближайшей железнодорожной станции Мыслино — 12 км.
Деревня находится на левом берегу реки Сырецкая.

## Демография
| 1838 | 1862 | 1885 | 1997 | 2007 | 2010 | 2017 |
| ---- | ---- | ---- | ---- | ---- | ---- | ---- |
| 153  | ↗197 | ↗263 | ↘9   | ↗15  | ↗18  | ↘11  |

### Национальный состав
Согласно данным Всероссийской переписи населения 2021 года в деревне проживали 8 человек, из них русские — 7, армяне — 1 человек.